# Protovestiari
El protovestiari (grec: πρωτοβεστιάριος, protovestiàrios; ‘primer vestiari’) fou un càrrec àulic de l'Imperi Romà d'Orient, originalment reservat als eunucs. En el període romà d'Orient tardà, corresponia al funcionari de finances més important de l'imperi. Els regnes i principats de Sèrbia durant l'edat mitjana l'adoptaren amb el nom de protovestijar.

## Història i funcions
El títol és documentat per primera vegada el 412 com a comes sacrae vestis, l'encarregat del «guarda-roba sagrat» (sacra vestis) de l'emperador romà d'Orient, subordinat al prepòsit del dormitori sagrat. El terme grec era ikiakon vestiàrion (‘guarda-roba privat’ o ‘guarda-roba domèstic’), nom amb el qual fou conegut a partir del segle vii. Era un càrrec diferent del del guarda-roba públic o imperial, el vassilikon vestiàrion, confiat a un funcionari, el cartulari del guarda-roba. El guarda-roba privat també incloïa part del tresor privat de l'emperador romà d'Orient i era servit per un efectiu important.

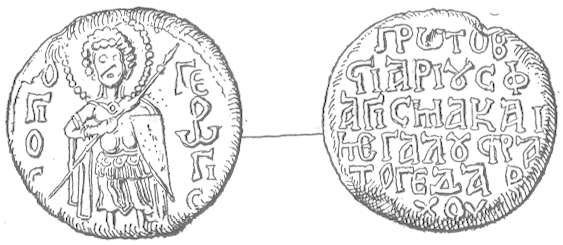
Segell d'un protovestiari i gran estratopedarca anònim de l'era dels Paleòlegs

Així doncs, els titulars d'aquest càrrec només estaven per sota del paracemomen en la jerarquia de la cort i l'assistien. Fins al segle xi estigué reservat als eunucs, però als segles ix-xi diversos protovestiaris foren nomenats generals i ambaixadors. Al segle xi encara guanyà més importància i fins i tot eclipsà el del curopalata. Es convertí en un títol honorífic i començà à ser concedit a persones que no eren eunucs, incloent-hi membres de la família imperial. En aquesta forma, sobrevisqué fins al crepuscle de l'era dels Paleòlegs, amb titulars que incloïen ministres d'alt rang i futurs emperadors. El Llibre dels Oficis de pseudo-Codí, publicat a mitjans del segle xiv, el situa en sisè lloc de la jerarquia palatina, entre el panhipersebast i el megaduc. La insígnia del protovestiari era un bàcul daurat i verd (dikaníkion) amb vidre daurat i de color, sabates verdes, un mantell verd (tambàrion) i una sella verda amb galons daurats semblant a la del panhipersebast.
El seu equivalent femení era la protovestiària (grec: πρωτοβεστιαρία), cap de les servidores de l'emperadriu. Consta que els particulars també tenien un protovestiari, que en aquest cas era el seu principal servidor i tresorer.

### Protovestiaris destacats
- Constantí Licudes, posteriorment patriarca entre el 1059 i el 1063, com a Constantí III
- Andrònic Ducas (fl. 1071-1077), serví Romà IV i Miquel VII
- Aleix Raül, sota Joan III Vatatzes
- Jordi Muzaló, ministre en cap de Teodor II Làscaris i regent efímer
- Aleix V Ducas, breument emperador el 1204
- Joan III Vatatzes, emperador de Nicea entre el 1222 i el 1254
- Miquel Tarcaniota, nebot de Miquel VIII Paleòleg i general
- Miquel Apsaràs, ministre en cap del dèspota de l'Epir Tomàs Preljubović

## Sèrbia
El títol fou adoptat pels estats que formaven Sèrbia durant l'edat mitjana com a protovestijar. Igual que l'original, comportava responsabilitats fiscals i era comparable a un ministre de finances. Segons l'historiador John V. A. Fine, Jr., «El principal funcionari de finances encarregat del tresor de l'Estat i els seus ingressos era el protovestijar. Aquest càrrec era ocupat generalment per un mercader de Kotor entès en gestió financera i comptabilitat. Tant els protovestijari com els logotetes eren utilitzats com a diplomàtics; els protovestijari, concretament, eren destinats a l'oest, atès que, com a ciutadans de Kotor, parlaven italià i llatí».